# Makszim Anatoljevics Zsavnercsik
Makszim Anatoljevics Zsavnercsik (belaruszul: Максім Анатольевіч Жаўнерчык; Szoligorszk, Szovjetunió, 1985. február 9. –) fehérorosz labdarúgó, a Kubany Krasznodar, a BATE Bariszav és a Dinama Minszk korábbi hátvédje.

## Pályafutása

### Klubcsapatokban
A pályafutását szülővárosában, a Sahcjor Szalihorszknál kezdte, ahol 22 mérkőzést játszott a tartalékcsapatban. 2004 januárjában a BATE Bariszavhoz igazolt, ahol 2008 szeptemberében a Bajnokok ligájában szerepelt és háromszor lett Fehéroroszország bajnoka. 2009 januárjában Oroszországba igazolt a Kubany Krasznodarhoz, amellyel rövid ideig a másodosztályban játszott. 2015 januárjában visszatért Fehéroroszországba, a Bariszavba, ahol 2017-ig játszott. Pályafutása utolsó állomása a Dinama Minszk volt. 2019. február elején bejelentette, hogy befejezte a profi labdarúgást.

### A válogatottban
2011 februárjában került először a fehérorosz válogatottba. 2011 márciusában debütált a Kanada elleni barátságos mérkőzésen. 2014-ig 9 találkozón képviselte Fehéroroszországot.

## Sikerei, díjai
BATE Borisov
- Fehérorosz bajnok (6): 2006, 2007, 2008, 2015, 2016, 2017
- Fehérorosz kupagyőztes (2): 2005–06, 2014–15
- Fehérorosz szuperkupa-győztes (3): 2015, 2016, 2017

## Fordítás
- Ez a szócikk részben vagy egészben  a   Maksim Schaunertschyk című német Wikipédia-szócikk ezen változatának fordításán alapul.  Az eredeti cikk szerkesztőit annak laptörténete sorolja fel. Ez a jelzés csupán a megfogalmazás eredetét és a szerzői jogokat jelzi, nem szolgál a cikkben szereplő információk forrásmegjelöléseként.